# Sportler des Jahres 1990 (Deutschland)
Die Sportler des Jahres 1990 in Deutschland wurden von den Fachjournalisten gewählt und am Jahresende im Kurhaus von Baden-Baden ausgezeichnet. Veranstaltet wurde die Wahl zum 44. Mal von der Internationalen Sport-Korrespondenz (ISK).

## Männer
| Platz | Sportler        | Sportart        | Punkte | Erfolge 1990                                                    |
| ----- | --------------- | --------------- | ------ | --------------------------------------------------------------- |
| 1.    | Boris Becker    | Tennis          | 2552   | Finale Wimbledon, Halbfinale US Open                            |
| 2.    | Lothar Matthäus | Fußball         | 1820   | Weltmeister mit Nationalmannschaft, Auszeichnung Silberner Ball |
| 3.    | Dieter Thoma    | Skispringen     | 1658   | Weltmeister Skifliegen, Weltcup-Vierter                         |
| 4.    | Georg Hackl     | Rennrodeln      | 1519   | Weltmeister u. Weltcupsieger                                    |
| 5.    | Armin Bittner   | Ski Alpin       | 0769   | Weltcupsieger Slalom, Vierter Gesamt                            |
| 6.    | Dietmar Haaf    | Leichtathletik  | 0762   | Europameister Weitsprung                                        |
| 7.    | Andreas Brehme  | Fußball         | 0632   | Weltmeister mit Nationalmannschaft                              |
| 8.    | Guido Buchwald  | Fußball         | 0502   | Weltmeister mit Nationalmannschaft                              |
| 9.    | Michael Groß    | Schwimmen       | 0427   |                                                                 |
| 10.   | Olaf Ludwig     | Straßenradsport | 0424   | Grünes Trikot Tour de France, Sieger eine Etappe                |

## Frauen
| Platz | Sportler                  | Sportart       | Punkte | Erfolge 1990                                                                  |
| ----- | ------------------------- | -------------- | ------ | ----------------------------------------------------------------------------- |
| 1.    | Katrin Krabbe             | Leichtathletik | 3223   | Europameisterin 100-Meter-Lauf, 200-Meter-Lauf u. mit 4-mal-100-Meter-Staffel |
| 2.    | Steffi Graf               | Tennis         | 2711   | Siegerin Australian Open, Finale French Open u. US Open                       |
| 3.    | Nicole Uphoff             | Dressurreiten  | 1772   | Weltmeisterin Einzel u. Mannschaft                                            |
| 4.    | Anja Fichtel              | Fechten        | 1765   | Weltmeisterin Florett                                                         |
| 5.    | Sabine Braun              | Leichtathletik | 1041   | Europameisterin Siebenkampf                                                   |
| 6.    | Heike Henkel              | Leichtathletik | 0790   | Europameisterin Hochsprung                                                    |
| 7.    | Heike Drechsler           | Leichtathletik | 0604   | Europameisterin Weitsprung                                                    |
| 8.    | Michaela Gerg             | Ski Alpin      | 0270   | Weltcup-Dritte Gesamt, Zweite Super-G, Dritte Abfahrt                         |
| 9.    | Ulrike Sarvari            | Leichtathletik | 0245   | Europameisterschaftssiebte 100-Meter-Lauf, Zweite mit Sprintstaffel           |
| 10.   | Katharina Gutensohn-Knopf | Ski Alpin      | 0225   | Weltcupsiegerin Abfahrt                                                       |

## Mannschaften
| Platz | Sportler                         | Sportart       | Punkte | Erfolge 1990                     |
| ----- | -------------------------------- | -------------- | ------ | -------------------------------- |
| 1.    | Fußballnationalmannschaft Männer | Fußball        | 4378   | Weltmeister                      |
| 2.    | Deutschland-Achter               | Rudern         | 3029   | Weltmeister                      |
| 3.    | Dressurreiter-Equipe             | Dressurreiten  | 1205   | Weltmeister                      |
| 4.    | 4-mal-100-Meter-Staffel Frauen   | Leichtathletik | 0810   | Europameister                    |
| 5.    | Degenmannschaft Frauen           | Fechten        | 0808   | Weltmeister                      |
| 6.    | Tischtennismannschaft Männer     | Tischtennis    | 0425   | Europameisterschaftszweiter      |
| 7.    | Biathlonstaffel Männer           | Biathlon       | 0415   |                                  |
| 8.    | Wasserfreunde Spandau 04         | Wasserball     | 0268   | Deutscher Meister u. Pokalsieger |
| 9.    | 4-mal-400-Meter-Staffel Frauen   | Leichtathletik | 0205   | Europameisterschaftsvierter      |
| 10.   | Springreiter-Equipe              | Springreiten   | 0204   | Weltmeisterschaftszweiter        |